# Heliodor Konopka

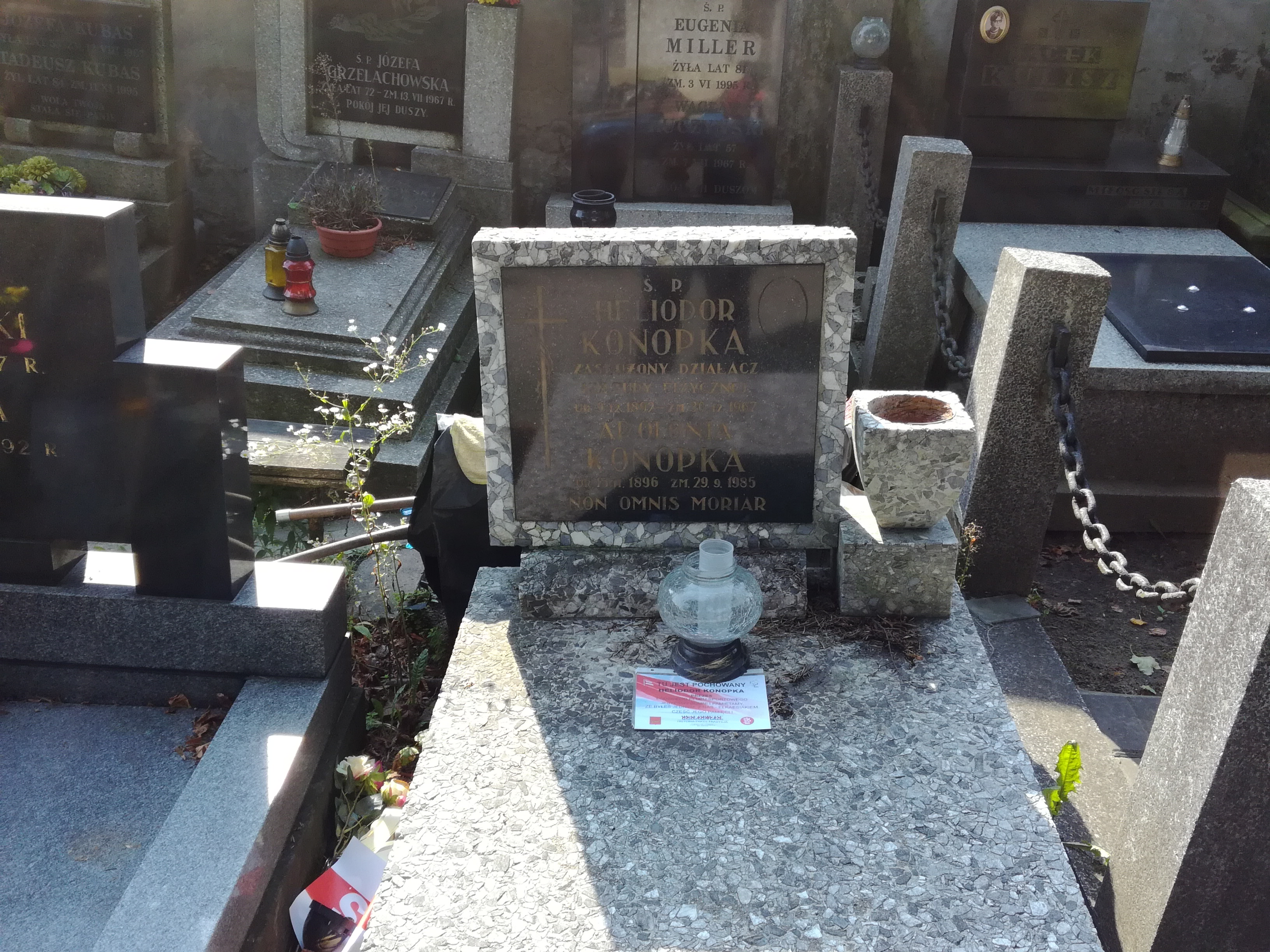
Grób Heliodora Konopki na Starym Cmentarzu w Łodzi

Heliodor Konopka (ur. 9 grudnia 1892 w Łodzi, zm. 30 grudnia 1967 tamże) – polski działacz sportowy, wieloletni prezes Łódzkiego Klubu Sportowego.
Konopka w młodości był czynnym sportowcem. Podczas studiów w Krakowie w tamtejszym AZS trenował m.in. piłkę nożną. Od 1910 roku, po powrocie do swojego rodzinnego miasta, był piłkarzem ŁKS-u. Jego karierę przerwała jednak kontuzja. Pracował w magistracie miasta Łodzi jako kierownik księgowości. W 1912 zdał maturę w Gimnazjum Polskim w Łodzi. 
Od stycznia 1931 do wybuchu II wojny światowej, od czerwca 1945 do maja 1949 i od stycznia 1957 do stycznia 1959 był prezesem Łódzkiego Okręgowego Związku Piłki Nożnej.
Trzykrotnie piastował funkcje prezesa Łódzkiego Klubu Sportowego: w latach 1925–1929, 1948–1950 oraz 1957–1960. Za czasów ostatniej kadencji największe sukcesy świętowała sekcja piłki nożnej, która wywalczyła upragnione mistrzostwo kraju (1958) oraz Puchar Polski (1957).
Został pochowany na Starym Cmentarzu w Łodzi. 

## Ordery i odznaczenia
- Srebrny Krzyż Zasługi (dwukrotnie: 19 marca 1931[3], 16 stycznia 1946[4])
- Medal 10-lecia Polski Ludowej (11 stycznia 1955)[5]